# With the Beatles
With The Beatles – drugi album  brytyjskiego zespołu The Beatles, nagrany cztery miesiące po pierwszym - Please Please Me.
Album zawiera osiem kompozycji napisanych przez Beatlesów (siedem duetu Lennon/McCartney i jedna autorstwa George’a Harrisona) i sześć coverów. Płyta w Wielkiej Brytanii sprzedała się w liczbie ponad miliona kopii i stała się numerem jeden brytyjskich list przebojów, spychając poprzedni album Beatlesów na dalsze miejsce. Sytuacja ta spowodowała, że zespół okupował pierwsze miejsce aż przez 51 kolejnych tygodni. W 2003 album został sklasyfikowany na 420. miejscu listy 500 albumów wszech czasów magazynu Rolling Stone. Zdjęcie umieszczone na okładce zostało zrobione przez fotografa Roberta Freemana, znanego, m.in. z prac przy pierwszym kalendarzu Pirelli, oraz fotografowania Nikity Chruszczowa na Kremlu.

## Lista utworów
Wszystkie utwory napisane przez duet Lennon/McCartney, z wyjątkiem zaznaczonych.

### Strona pierwsza
| 1. | „It Won't Be Long”                                                                                    | 2:13  |
|    | |       |
| 2. | „All I've Got to Do”                                                                                  | 2:04  |
|    | |       |
| 3. | „All My Loving”                                                                                       | 2:09  |
|    | |       |
| 4. | „Don't Bother Me” (George Harrison)                                                                   | 2:29  |
|    | |       |
| 5. | „Little Child”                                                                                        | 1:48  |
|    | |       |
| 6. | „Till There Was You” (Meredith Willson)                                                               | 2:16  |
|    | |       |
| 7. | „Please Mister Postman” (Georgia Dobbins/William Garrett/Freddie Gorman/Brian Holland/Robert Bateman) | 2:36  |
|    | |       |
|    | | 15:35 |
|    | |       |

### Strona druga
| 1. | „Roll over Beethoven” (Chuck Berry)                       | 2:47  |
|    |                                                           |       |
| 2. | „Hold Me Tight”                                           | 2:32  |
|    |                                                           |       |
| 3. | „You Really Got a Hold on Me” (Smokey Robinson)           | 3:02  |
|    |                                                           |       |
| 4. | „I Wanna Be Your Man”                                     | 1:58  |
|    |                                                           |       |
| 5. | „Devil in Her Heart” (Richard P. Drapkin)                 | 2:27  |
|    |                                                           |       |
| 6. | „Not a Second Time”                                       | 2:08  |
|    |                                                           |       |
| 7. | „Money (That's What I Want)” (Janie Bradford/Berry Gordy) | 2:47  |
|    |                                                           |       |
|    |                                                           | 17:41 |
|    |                                                           |       |